# Egburt E. Woodbury
Egburt E. Woodbury (* 29. März 1861 in Cherry Creek, New York; † 13. März 1920 in Jamestown, New York) war ein US-amerikanischer Jurist und Politiker (Republikanische Partei).

## Werdegang
Egburt E. Woodbury wurde ungefähr zwei Wochen vor dem Ausbruch des Bürgerkrieges im Chautauqua County geboren, welcher seine Kindheit überschattete. Er besuchte Gemeinschaftsschulen, und das Chamberlain Institute in Randolph (New York). Danach studierte er Jura. Seine Zulassung als Anwalt erhielt er 1884 und begann dann in Jamestown (New York) zu praktizieren. 1886 wurde er zum Friedensrichter gewählt. Er saß 1891, 1892 und 1893 für den 2. Bezirk (Chautauqua County) in der New York State Assembly. Von 1901 bis 1905 war er Vormundschafts- und Nachlassrichter im Chautauqua County. Er wurde 1906 State Tax Commissioner. Bei den Wahlen im Jahr 1914 wurde er zum Attorney General von New York gewählt und 1916 wiedergewählt. Woodbury bekleidete den Posten von 1915 bis zu seinem Rücktritt am 19. April 1917, welcher wegen seines angeschlagenen Gesundheitszustandes geschah. Sein First Deputy Attorney General Merton E. Lewis wurde sein Nachfolger.